# Bomberman
För andra betydelser, se Bomberman (olika betydelser).
Bomberman är ett datorspel från 1983, utvecklat av företaget Hudson Soft. Spelet går ut på att Bomberman skall kasta bomber på fiender och bossar. Det finns många olika versioner av Bomberman.